# Porvenir (Bolivia)
Porvenir es un municipio y una localidad boliviana, capital de la provincia Nicolás Suárez del Departamento de Pando. En cuanto a distancia, Porvenir se encuentra a 33 km de Cobija y a 408 km de Riberalta. La localidad forma parte de la Ruta Nacional 13 de Bolivia y de la Ruta Nacional 16 de Bolivia.  
Según el último censo de 2012 realizado por el Instituto Nacional de Estadística de Bolivia (INE), la localidad cuenta con una población de 4.267 habitantes y está situada a 222 m s. n. m. a la orilla izquierda del río Tahuamanu, afluencia del río Beni. Se encuentra colindante con la población de Filadelfia a 13,6 km.
El municipio posee una extensión superficial de 1.065 km², pero una población 7.948 habitantes, dando resultando a una densidad de población de 7,4 hab/km² (habitante por kilómetro cuadrado).

## Demografía
De acuerdo con el censo boliviano de 2024, la población del municipio de Porvenir es de 8 970 habitantes.
La población del municipio de Porvenir casi se triplicó entre 1992 y 2024:
| Año  | Habitantes (municipio) | Habitantes (localidad) | Fuente                  |
| ---- | ---------------------- | ---------------------- | ----------------------- |
| 1992 | 3 109                  | 910                    | Censo boliviano de 1992 |
| 2001 | 3 713                  | 1 730                  | Censo boliviano de 2001 |
| 2012 | 7 948                  | 4 267                  | Censo boliviano de 2012 |
| 2024 | 8 970                  |                        | Censo boliviano de 2024 |

## Transporte
Porvenir se encuentra a una distancia de 33 km por carretera al sur de Cobija, la capital del departamento.
Desde Cobija, la carretera troncal pavimentada Ruta 13 recorre hacia el sur hasta Porvenir y desde allí hacia el este por otros 337 kilómetros hasta El Triángulo en el departamento del Beni, donde se encuentra con la Ruta 8 que recorre de norte a sur desde Guayaramerín hasta Rurrenabaque.
Porvenir es también el punto de partida de la Ruta 16 de 900 km, que conduce al sur por Chivé y continuará hasta Ixiamas y Apolo.